# Colin McRae R4
La Colin McRae R4 è un'autovettura adatta alle competizioni su sterrato, progettata dal pilota scozzese Colin McRae in collaborazione con Dave Plant. Il progetto è stato avviato nel 2005 e il primo prototipo è stato presentato al Goodwood Festival of Speed 2006. La vettura venne prodotta in un solo esemplare e poi non più sviluppata a causa della morte di McRae. Il prototipo al momento è situato nel garage della famiglia McRae a Lanark.

## Tecnica
Il propulsore che spinge la vettura è un 2.5 litri aspirato da 350 CV realizzato dalla Millington Diamond Engine.
Alla DJM Race Preparation è stata affidata la costruzione di una gabbia di acciaio con pannelli di rinforzo sulla zona dell'abitacolo e con scocca in carbonio all'anteriore ed al posteriore.
Le sospensioni sono a doppi triangoli sovrapposti, con ammortizzatori Proflex mentre la trazione può essere sul solo posteriore o integrale. I differenziali sono tutti meccanici ma per il centrale si può optare per il controllo elettronico mentre per il cambio l'opzione può vedere l'utilizzo di un semiautomatico.